# イシュトヴァーン・ドボー

バロン・イシュトヴァーン・ドボー・デ・ルスカ (ハンガリー語: Báró ruszkai Dobó István 1502年ごろ - 1572年6月中旬) は、ハンガリー王国の軍人。エゲル包囲戦におけるオスマン帝国に対する勝利で知られる 。ドボーはハンガリー北部に領地を持つ貴族で、モハーチの戦い以降のハンガリー王位をめぐる内乱では、一貫してハプスブルク家のフェルディナーンド1世の側についた。

## 生涯
1498年に結婚したドモンコシュ・ドボーとゾーフィアの間には、フェレンツ、ラースロー、イシュトヴァーン、ドモンコシュ、アンナ、カタリンという6人の子がいた。イシュトヴァーン・ドボーは1550年10月17日にシャラ・シュヨクと結婚し、フェレンツ、ダミヤーン、クリスティナという3人の子をもうけた。
1549年、ドボーはエゲル城の司令官となった。1552年、彼は2100人の守備兵で8万人のオスマン軍の攻撃に耐えたことで有名になった。その功績により、フェルディナーンド1世はドボーにトランシルヴァニアのデーヴァ城（現ルーマニア・デヴァ）とサモシューイヴァール城（同ゲルラ）、さらにトランシルヴァニアのヴォイヴォダの位を与えた。1556年にトランシルヴァニアがハンガリーから分離した際には、補償としてレーヴァ（現スロバキア・レヴィツェ）を与えられた。
しかし1569年、反逆の嫌疑を受けてポジョニ城（同ブラチスラヴァ）に幽閉された。牢内で健康を害し、1572年に釈放されてまもなくセレーニェで没した。 